# El-Nasir FC
L'El-Nasir FC és un club sud-sudanès de futbol de la ciutat de Juba.

## Palmarès
- Copa de Sudan del Sud de futbol[3]
  - 2012